# ایولینا تالوا
ایولینا تالوا (بلغاری: Ивелина Талева؛ زادهٔ ۵ مارس ۱۹۷۷) ژیمناست ریتمیک اهل بلغارستان بود.